# Аланья-Вальсезия
Аланья-Вальсезия (итал. Alagna Valsesia) — коммуна в Италии, располагается в области Пьемонт, в провинции Верчелли.
Население составляет 431 человек (2008 г.). Коммуна занимает площадь 72 км². 
Почтовый индекс — 13021. Телефонный код — 0163.
Покровителем коммуны почитается святой Иоанн Креститель, празднование 24 июня.

## Демография
Динамика населения:

## Администрация коммуны
- Официальный сайт: https://web.archive.org/web/20080517024641/http://www.comune.alagnavalsesia.vc.it/